# Afonso Carlos de Bourbon, Duque de São Jaime
Afonso Carlos Fernando José João Pio (Londres, 12 de setembro de 1849 – Viena, 29 de setembro de 1936), Infante da Espanha e Duque de São Jaime, foi um pretedente legitimista ao trono francês, e carlista ao trono espanhol, sob o nome Afonso Carlos I.
Foi o segundo filho do infante João, Conde de Montizón e da arquiduquesa Maria Beatriz da Áustria-Este. Os seus avós maternos eram Francisco IV, Duque de Modena e Maria Beatriz de Sabóia.
Casou com a Infanta Maria Neves de Portugal, uma filha de Miguel I de Portugal e de Adelaide de Löwenstein-Wertheim-Rosenberg. Tiveram apenas um filho, que morreu na infância.
A pretensão carlista ao trono espanhol foi transmitida a Xavier, Duque de Parma.